# Gadir (Marruecos)
Gadir (en árabe: لغدير‎, en francés: Laghdir) es un municipio marroquí en la región de Tánger-Tetuán-Alhucemas. Desde 1912 hasta 1956 perteneció a la zona norte del Protectorado español de Marruecos. La capital del municipio es Had de Gadir o Zoco el Had (en francés: Souk Al Had).